# 英国海军部 (1964年至今)
海军部（英語：Admiralty Board）成立于1964年，是英国旧海军部的继承机构。海军部负责指挥皇家海军和皇家海军陆战队。

## 简介
18世纪时，英国政府成立了海军部（英語：Admiralty），负责指挥英国皇家海军和皇家海军陆战队。1964年，英国政府将旧陆军部和旧海军部合并为国防部，海军部降为国防部的二级单位。
海军部下面有一个子部门——“海军局”，“海军局”专门负责指挥皇家海军。